# Aleksander Čeferin
Aleksander Čeferin (Ljubljana, 1967. október 13. –) szlovén  sportdiplomata, 2016. szeptember 14-e óta az Európai Labdarúgó-szövetség elnöke. 2011 és 2016 között a Szlovén labdarúgó-szövetség elnöke volt.

## Élete és szakmai pályája
A Ljubljana Egyetem jogi karának elvégzése után családja ügyvédi irodájában kezdett dolgozni, és a kezdetektől fogva érdeklődést mutatott a hivatásos sportolók és sportklubok képviselete iránt.

### Adminisztratív szerepvállalásai
2005-ben, miután korábban egy ügyben együtt dolgozott a FC Litija futsalcsapatával, komoly érdeklődést mutatott a helyi klubfutball iránt is. A Ljubljanai Ügyvédek Végrehajtó Bizottságának amatőr csapatának tagja 2005 óta, 2006 és 2011 között az NK Olimpija Ljubljana tagja volt.
2011-ben a Szlovén labdarúgó-szövetség elnökének választották. 2011 és 2016 között az UEFA jogi bizottságának második és harmadik alelnöke is volt.

### Az UEFA elnökeként
2016. szeptember 14-én választották meg az Európai Labdarúgó-szövetség elnökének, ezzel pedig automatikusan a Nemzetközi Labdarúgó-szövetség alelnöke is lett. az UEFA athéni kongresszusán a 13 szavazatot kapó holland Michael van Praagot megelőzve, 42 szavazattal választották a testület élére.
Čeferin elnöki manifesztuma és kampánya arra összpontosított, hogy az UEFA az azt megelőző, botrányokkal tarkított időszakot lezárva egy új irányt vezessen be az európai labdarúgásban. A reformokat tartalmazó indítványt 2017 áprilisában, az UEFA 41. rendes kongresszusa hagyta jóvá, Helsinkiben tartott ülésén. A reformok között szerepelt az UEFA elnökeinek és az UEFA végrehajtó bizottságának a tagjainak a határozott idejű mandátumának bevezetése, azzal a kiegészítéssel, hogy a végrehajtó bizottság jelölteinek aktív tisztséggel (elnök, alelnök, főtitkár vagy vezérigazgató) kell lenniük nemzeti szövetségükkel.
A Helsinkiben tartott kongresszuson jóváhagyott egyéb javaslatok tartalmazták a Nemzetközi Labdarúgó-szövetséget irányító testület megerősítését további két független taggal, valamint azt, hogy a végrehajtó bizottságba további két tagot delegálhat az Európai Klubszövetség (ECA). A későbbiekben az Európai Professzionális Labdarúgó Ligák (EPFL) szintén képviselőt delegálhatott a testületbe, miután ezt a kiegészítést megszavazták az UEFA 2018 februárjában, Pozsonyban tartott 42. kongresszusán.
Čeferin egyik elsődleges céljának tekintette már kinevezésekor is, hogy az európai klubfutballt kiegyenlítettebbé tegye, csökkentve az elit bajnokságok élcsapatai és a kisebb bajnokságok európai kupaszereplői közti szakadékot. A témával kapcsolatban az UEFA nyoni székházában több megelőző egyeztetést lefolytattak, végül az európai klubtornák reformjait a 2018–2021-es időszakra tűzték ki. Az FFP-nek köszönhetően az európai klubok 600 millió euró nyereségről számoltak be 2017-ben, szemben a 2011-es 1700 millió eurós együttes veszteséggel.
Čeferin többször is kijelentette, hogy nem támogatja az európai élklubok által szorgalmazott Szuperliga létrehozását, ebben pedig támogatta Andrea Agnelli, az Európai Klubszövetség elnöke. Arról, hogy mindkét fél egyazon álláspontot képvisel az ügyben hivatalosan egy 2018 novemberében tartott brüsszeli közös sajtótájékoztatón számoltak be a felek.
A labdarúgás legfontosabb szereplőivel folytatott kommunikáció és együttműködés megszilárdításának célkitűzése részeként elnöki programjának fontos pontja az Európai Parlamenttel, az Európai Tanáccsal és az Európai Bizottsággal való kapcsolatok megerősítése.
Programjának egyik központi eleme volt a női labdarúgás népszerűsítése és fejlesztése is, amelynek érdekében az ágazat rekordösszegű támogatásokat kapott. 2018 februárjában 50%-os támogatásnövelést, decemberben pedig az első, teljes egészében a női labdarúgásnak szánt szponzorációs szerződés aláírását jelentették be.
2019. február 7-én, a Rómában tartott 43. UEFA-kongresszuson újabb négy évre a szervezet elnökévé választották.
2021 végén a Politico Europe Európa legbefolyásosabb embereinek éves rangsorában a „felforgatók” kategória 7. helyére tette. Sportpolitikusként a világ legnépszerűbb időtöltésének jövőjéért folyó küzdelem középpontjában áll: miután szembeszállt a néhány nagy európai klub által létrehozni kívánt Szuperliga tervével, a kétévenkénti világbajnokságot fontolgató FIFA-val kell megküzdenie. A lap szerint a Szlovéniában népszerű Čeferin akár hazája politikájában is eséllyel mérettethetné meg magát.

## Filantrópként
2017 novemberében az UEFA Gyermekalapítvány élére is megválasztották, amely támogatja a gyermekek jogaihoz kapcsolódó humanitárius projekteket az egész világon, például az egészségügy, az oktatás és az integráció területén.
Szintén 2017-ben csatlakozott a Common Goal elnevezésű, a labdarúgásban szereplők és dolgozók számára létrehozott jótékonysági mozgalomhoz, és vállalta, hogy fizetésének 1%-át a szervezet jótékonysági projektjeire fordítja.
Čeferin így nyilatkozott: „Meggyőződésem, hogy a labdarúgásnak megvan a lehetősége megváltoztatni a világot, és Juan Mata ihletésére, csatlakozok a Common Goal mozgalomhoz. Felszólítom a labdarúgó-család minden tagját - játékosokat, edzőket, klubokat és a bajnokság szervezőit -, hogy mutassák meg, törődnek a társadalmi felelősségvállalással, és adományozzanak olyan célokra, amelyekbe hisznek.”

## Díjai, elismerései
Čeferint az Ekipa SN szlovén sportlap 2016-ban az év sportszemélyiségévé választotta. 2019 januárjában a SportsPro Media felvette a sportipar legbefolyásosabb szereplőinek kizárólagos listájába. Az UEFA elnökét a World Soccer Magazine a 2019. évi első számában a 2018-as év emberének választotta.

## Magánélete
Nős, három gyermek édesapja. Anyanyelvén kívül folyékonyan beszél szerbhorvát, angol és olasz nyelven.
Autósportos rajongó, négyszer autóval, egyszer pedig motorral is átkelt a Szaharán. Sótókan karatéban feketeöves.
1986-ban a Jugoszláv Szocialista Köztársaság hadseregében szolgált, majd szlovén katonaként a szlovén függetlenségért folytatott háborúban 1991-ben.